# تام بلزو
تام بلزو (دانمارکی: Tom Belsø؛ زادهٔ ۲۷ اوت ۱۹۴۲ در سوبورگ، کپنهاگ، درگذشتهٔ ۱۱ ژانویهٔ ۲۰۲۰) رانندهٔ مسابقات اتومبیل‌رانی فرمول یک اهل دانمارک بود که از فصل ۱۹۷۳ تا ۱۹۷۴ در مجموع در پنج گراند پری شرکت کرد، اما موفق به کسب هیچ امتیازی نشد.
بلزو در ۱۱ ژانویه ۲۰۲۰ بر اثر ابتلا به سرطان معده درگذشت.